# Bae Bien-u
 (décembre 2015).
Dans ce nom coréen, le nom de famille, Bae, précède le nom personnel.
Pour les articles homonymes, voir Bae.
Bae Bien-u (né le 22 mai 1950 à Yeosu, Corée du Sud) est un photographe coréen représenté par la Galerie RX.

## Biographie
Formé à la peinture traditionnelle puis au design, Bae Bien-u artiste sud-coréen a appris la photographie en autodidacte.
Opposé à toute retouche de ses images, il a longtemps utilisé la chambre noire et continue aujourd’hui à travailler à l’argentique,
Ses œuvres au langage universel reflètent avant tout la préoccupation du peuple coréen à vivre en harmonie avec la nature. Photographie panoramique d’une nature en perpétuel mouvement. Sa série emblématique sur les arbres sacrés encourage l’esprit du spectateur à prendre le temps de s’évader et méditer dans ce paysage. 
Cette vision horizontale suscite une forme de puissance, de profondeur que renforce le format panoramique utilisé par l’artiste, dans lequel la tension est construite par des effets de contraste marqués et des lignes très prégnantes qui structurent l’espace.

## Expositions personnelles (sélection)
- 2016
- L’esprit du lieu, Musée de la Mer, Cannes, France.
- PART: MEET, Axel Vervoordt Gallery, Hong Kong, Chine.

- 2015
- D’une Forêt l’autre, Château de Chambord, France.
- Dans le paysage[3], Musée d’art moderne et contemporain de Saint-Étienne, France.
- 2014
- Counter Balance, Axel Vervoordt Gallery, Anvers, Belgique.
- Bae Bien-u : Pins de Gyeon Gju, Domaine de Chaumont sur Loire, France.

- Résidence dans le cadre de la Corée en France, Château de Chambord, France.
- 2013
- Windscape, Gana Art Center, Séoul, Corée du Sud.
- 2012
- Sailing the seas, GS Yeulmaru, Yeosu, Corée du Sud.
- Windscape, Galerie RX, Paris, France.
- Windscape, Aando Fine Art, Berlin, Allemagne.
- Windscape, Christophe Guye Galerie, Zürich, Suisse.
- 2011
- Bae, Bien-u, Art Sonje Museum, Gyeongju, Corée du Sud.
- ConvexConcave, Axel Vervoordt Gallery, Anvers, Belgique.
- Bae Bien-u, Ferme de Villefavard en Limousin, France.
- 2010
- Where God and Man Collide, The House for Mozart, Salzburg Festival, Salzburg, Autriche.
- Bae, Bien-u, Il Woo Space, Séoul, Corée du Sud.
- 2009
- Soul Garden, National Museum of Contemporary Art, Deoksugung, Seoul, Corée du Sud.
- Soul Garden, Museo de Bellas Artes de Granada, Palacio de Carlos V. La  Alhambra, Espagne.
- Sacred Wood :  Bae, Bien-u, Aando Fine Art, Berlin, Allemagne.
- Sacred Wood, Galerie Zur Stockeregg, Zurich, Suisse.
- 2008
- Bae, Bien-u, Galerie Phillips de Pury & Company, Londres, Royaume-Uni.
- Timeless Photography, Bozar-Center for Fine Arts, Bruxelles, Belgique.
- Bae, Bien-u: Sonamu, Gana Art Center, New York, Etats-Unis.
- 2007
- K Collection ‘Bae, Bien-u’, Lee C Gallery Seoul, Corée du Sud.
- Sea & Island, Gana Art Center, Pusan, Corée du Sud.
- 2006
- Bae, Bien-u, 9th Photo España, Thyssen Museum, Madrid, Espagne.
- 2005
- Bae, Bien-u, Pollar Gallery, Frankfort am Main, Allemagne.
- Beauty of Korea, Insa Art Center, Seoul, Corée du Sud.
- 2004
- Wind of Tahiti, Galerie Gana-Beaubourg, Paris, France.
- Wind of Tahiti, Gana Art Center, Seoul, Corée du Sud.
- 2003
- Tahiti Festival de la Photographie, Tahiti.
- 2002
- Bae, Bien-u, Art Sonje Center, Seoul, Corée du Sud.
- Pine, Galerie Gana-Beaubourg, Paris, France.
- 2001
- Bae, Bien-U, ISE Cultural Foundation, New York, Etats-Unis.

- 2000
- Tree - Bae, Bien-u, Galerie Bhak, Seoul, Corée du Sud.
- Bae, Bien-u, Sigong Gallery, Daegu, Corée du Sud.
- 1998
- Photographies du Kyungju, Galerie Jean-Luc & Takako Richard, Paris, France.
- 1993
- Meeting and Departure, Seoul Art Center, Seoul, Corée du Sud.
- 1989
- Landscapes, Hochschule Gallery, Bielefeld, Allemagne.
- 1988
- Korean Landscapes, Raiffeisen Bank Gallery, Bamberg, Allemagne.
- 1985
- Marado, Hanmadang Gallery, Seoul, Corée du Sud.
- 1982
- Seascapes, Kwan Hoon Gallery, Seoul, Corée du Sud.

## Expositions collectives (sélection)
- 2016
- ART 16, London's Global Art Fair, Olympia de Londres avec la Galerie RX, Londres, Royaume-Uni.
- ArtParis, Art Paris Art Fair 2016 avec la Galerie RX, Paris, France.
- Public to Private: Korean Contemporary Photography since 1989, National Museum of Modern and Contemporary Art, Seoul, Corée du Sud.

- Biennale de Venise, Palazzo Fortuny, Commissariat : Axel Vervoordt, Italie.
- Paris Photo, Galerie RX, France.
- 2015
- A Homage to Korean Architecture – Wisdom of the Earth, Leeum Samsung Museum of Art, Seoul, Corée du Sud.
- Biennale: Palazzo Fortuny, Venise, Italie.
- 2014
- Lost in Landscape, Museo di Arte Loderna e Contemporanea di Trento e Roverto, Roverto, Italie..
- 2013
- Landscape, MART Museum, Rovenne, Italie.
- L’Arbre qui ne meurt pas, Théâtre des Sablon, Neuilly-sur-Seine, France.
- 2012
- The Aged Future, Culture Station Seoul 284, Seoul Corée du Sud.
- 2011
- TRA- EDGE OF BECOMING, Palazzo Fortuny, Venise, Italie.
- 38°N SNOW SOUTH: KOREAN CONTEMPORARY ART, Galleri Charlotte Lund, Stockholm, Suède.
- 2010
- The Wind in the Pines:  5,000 ans d’art coréen, Hermitage Art Museum, St. Petersburg, Russie.
- Eternal Blinking, University of Hawaii at Manoa, Hawaii, Etats-Unis.
- 2009
- International Photography Festival, Ulsan, Corée du Sud.
- INFINITUM, Palazzo Fortuny, The 53 Venice Biennale, Venise, Italie.
- 2008
- Bozar Festival- Made in Korea, Center for Fine Art, Brussel, Belgique.
- 2007
- Void in Korean Art, Leeum Samsung Museum of Art, Seoul, Corée du Sud.
- 2006
- Simply Beautiful, Centre PasquArt, Biel, Suisse...
- The 6th Photo Festival, BAE Bien-U & Elger Esser, Gana Art Center, Seoul, Corée du Sud.
- 2005
- BAE Bien-U & KIM Atta, Galerie Gana-Beaubourg, Paris, France.
- 2003
- People Walking on the Water: Cheonggyecheon Project, Seoul Museum of Art, Seoul, Corée du Sud.
- 2002
- Now, What is Photo, Gana Art Center, Seoul, Corée du Sud.
- 15 Photographes Coréens, Galerie Photo, Montpellier, France.
- Festival de la Photographie, Tahiti, France.
- 2001
- Central Connecticut State Univeristy, Connecticut, Etats-Unis.
- Internationale Fototage Herten, Herten, Allemagne.
- 2000
- Fotofest- Contemporary Photographers from Korea, Williams Tower Gallery, Houston, Etats-Unis.
- Odense Foto Triennale, Odense, Danemark.
- 1999
- Museum, Seoul, Corée du Sud.
- Contemporary Asian Art Work from The Lewitt Collection, Montserrat College of Art Gallery, Massachusetts, Etats-Unis.
- 1998
- Alienation and Assimilation, The Museum of Contemporary Photography, Chicago, Etats-Unis.
- Contemporary Art from Korea, Haus der Kulturen der Welt, Berlin, Allemagne.
- Slowness of Speed, National Gallery of Victoria, Melbourne, Australie.
- 1997
- Fast Forward, The Power Point, Toronto, Canada.
- Inside Out, ICA, Philadlephia, Etats-Unis.
- 1996
- An Aspect of Korean Art in 1990s, The National Museum of Modern Art, Tokyo, Japon.
- 1995
- Territory of Mind, Mito Art Tower, Ibaraki, Japon.
- 1994
- Visions from the Land of Morning Calm, PIMA Community College Art Gallery, Arizona, Etats-Unis.

## Collections
- Victoria and Albert Museum (imminent), London, Royaume-Uni.
- National Gallery of Victoria, Melbourne, Australie.
- The National Museum of Contemporary Art, Seoul, Corée du Sud.
- The National Museum of Modern Art, Tokyo, Japon.
- The Contemporary Arts Museum, Houston, Etats-Unis.
- The Museum of Contemporary Photography, Chicago, Etats-Unis.
- 21C Museum, Kentucky, Etats-Unis.
- LEEUM Sam Sung Museum, Seoul, Corée du Sud.
- Seoul Museum of Art, Seoul, Corée du Sud.
- Domaine de Chaumont sur Loire, France.
- The Sol Le Witt Collection, Etats-Unis.
- Elton John Collection, Royaume-Uni.
- Afinsa Collection, Allemagne.
- Isac Andic Ermay, MANGO Collection, Espagne.
- SISLEY Collection, Italie.
- Calder Foundation, Etats-Unis.

## Publication et recueil de ses photographies
- 2015
- D’une forêt l’autre - textes Robert Fleck et Yannick Mercoyrol, Editions Somogy, France.
- 2014
- Elements between the sea and the sky of Jeju, P.I.E. Books, Japon.
- 2011
- Windscape, Hatje Cantz Verlag, Allemagne.
- Baram, Hangilart, Corée du Sud.
- 2010
- Painting with Light, Culturebooks, Corée du Sud.
- 2009
- Changdeokgung, Seoul, Culturebooks; Corée du Sud.
- Alhambra, Jardin del Alman – Soul Garden, Patronage of Alhambra and Generalife, Espagne.
- 2008
- Sacred Wood, Hatje Cantz Verlag, Allemagne.
- 2005
- To live in a thickly forested mountain (청산에 살어리랏다), 2005
- The Beauty of Korea, Youlhwadang Publishers; Corée du Sud.
- Bae Bien-u, Hong Design, Corée du Sud.
- 1999
- Horizon, Hong Design, Corée du Sud.
- 1998
- Chongmyon Royal Ancestral Shrine of the Shosun Dynasty, Samsung Foundation of Culture, Corée du Sud.
- 1995
- Art Vivant – Bae Bien-u’s Works, Sigongsa, Corée du Sud.
- 1993
- Sonamu, Ahn Graphics and Books, Corée du Sud.
- 1985
- Marado, Ahn Graphics and Books, Corée du Sud.
- 1982
- Works – Bae Bien-u, Madang Publishing Company, Corée du Sud.